# Новокараяшник
Новокараяшник (рос. Новокараяшник) — слобода у Ольховатському районі Воронезької області Російської Федерації.
Населення становить 192 особи. Входить до складу муніципального утворення Караяшниковське сільське поселення.

## Історія
Населений пункт розташований у межах українського історико-культурного регіону Східної Слобожанщини. До Перших визвольних змагань належав до Воронезької губернії.
Від 1928 року належить до Вільховатського району, спочатку в складі Центрально-Чорноземної області, а від 1934 року — Воронезької області.
Згідно із законом від 15 жовтня 2004 року входить до складу муніципального утворення Караяшниковське сільське поселення.

## Населення
| 1900 | 1926  | 2007 | 2010 | 2012 |
| ---- | ----- | ---- | ---- | ---- |
| 1453 | ↗1533 | ↘245 | ↘201 | ↘192 |